# Озерний (Червенський район)
Озерний (біл. вёска Азёрны) —  село в складі Червенського району Мінської області, Білорусь. Село підпорядковане Клиноківській сільській раді, розташоване в центральній частині області.